# Cycle de la croisade

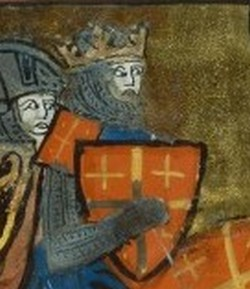
Représentation de Godefroy de Bouillon attribuée à Maître de Fauvel et dont la réalisation est estimée aux environs de 1330.

Le Cycle de la croisade se compose de deux volets :
Le premier cycle composé de chansons de geste inspirées des événements de la première croisade sont (ordre chronologique): 
- la Chanson d'Antioche
- la Chanson de Jérusalem
- les Chétifs
- le Chevalier au cygne
- les Enfances Godefroi
- le Retour de Cornumaran
- la Naissance du Chevalier au Cygne: Eliose
- la Fin d'Elias
- les Continuations de la Chanson de Jérusalem: la Chrétienté Corbaran, la Prise d'Acre, la Mort Godefroi, la Chanson des Res Baudouin.

Le second cycle est un groupe de poèmes épiques qui s'est formé vers le milieu du XIVe siècle : 
- Le Chevalier au cygne et Godefroid de Bouillon
- Baudouin de Sebourc
- Le Bastard de Bouillon

Un quatrième poème, portant sur la chute de Jérusalem et sur Saladin, n'a pas été conservé dans sa version en vers. La version en prose du poème figure la troisième partie du roman de Jean d'Avesnez.

## Source
- Cycle de la croisade, sur ARLIMA, Archives de littérature du Moyen Âge